# Сали Гарднър в галоп
„Сали Гарднър в галоп“ (на английски: Sallie Gardner at a Gallop) е американски филм от 1878 г., считан за първия в света.
Представлява поредица от фотографии, показващи галопиращия кон Сали Гарднър, заснети в резултат от фотографски експеримент на Едуард Мейбридж от 15 юни 1878 година.
Тя е считана за първия филм в историята на кинематографията. Поредицата от фотографии и последвалите подобни експерименти полагат основата на филмовата индустрия. Съдържа 24 фотографии, заснети в светкавична последователност и показани на зоопраксископ – ранен проекционен апарат, който показва движещи се картинки.
Експериментът е възложен на Мейбридж от Лиланд Станфорд, индустриалец и притежател на коне, който се е интересувал от анализа на походката на животните. Целта на експеримента е била да покаже дали галопиращ кон понякога вдига във въздуха едновременно и 4-те си крака, защото при тази скорост невъоръженото човешко око не може да улови действието.

## Начало
Лиланд Станфорд притежавал голяма ферма, в която отглеждал коне. Той организирал конни надбягвания. Бил е заинтересован да подобри представянето на конете си и е бил заинтригуван от поведението им по време на галоп.
През юли 1877 година фотографът Едуард Мейбридж се опитва да даде отговор на въпросите на Станфорд, като прави поредица от прогресивно ясни, но единични фотографии на коня Оксидент в състезателна скорост по време на надбягвания в Сакраменто, Калифорния. На фотография виждат, че конят е отлепил от земята едновременно и 4-те си крака. Снимката е изпратена до местната калифорнийска преса, но е отхвърлена, след като е установено, че негативът е ретуширан (което е било честа практика по онова време). По-късно тези диапозитиви донасят награда на Мейбридж от изложението в Сан Франциско. Оцеляват 12 диапозитива.

## Продукция
На следващата година Станфорд финансира новия проект на Мейбридж – да използва многофункционални камери и да заснеме кон по време на галоп. Снимките протичат на 15 юни 1878 година в ранчото на Станфорд в Пало Алто пред погледа на пресата Мейбридж заснема тичащата кобила на име Сали Гарднър. Мейбридж разполага камерите по протежение на пистата, успоредно на пътя на кобилата. Използва 24 камери, отдалечени една от друга на 27 инча (69 сантиметра). Камерите са контролирани от проводници, които се задействат от краката на кобилата, докато се движи. Фотографиите са направени последователно с 1/25-а от секундата една след друга при скорост на снимането от 1/2000 част от секундата. Задачата на жокея Дом е била да накара Сали Гарднър да галопира 1 миля за минута и 40 секунди, което означава, че тя е трябвало да развие скорост от 36 мили (58 километра) в час.
Отделните фотографии показват, че в определени моменти по време на галопа си Сали Гарднър отлепя и четирите си крака едновременно от земята. Прожектирани в бърза последователност фотографиите произвеждат ефекта от движението на кобилата. Така е създаден първият в историята на кинематографията филм. Мейбридж представя фотографиите пред пресата още на място и убеждава журналистите, че са автентични. Американската преса публикува информацията за новаторската работа на Мейбридж, въпреки че са се носели слухове за незаконни залози, организирани от Станфорд за изхода от експеримента. По този повод историкът Филип Проджър казва: „Лично аз смятам, че историята за залозите е апокрифна. Няма никакви счетоводни доказателства тези залози някога да са се случили. Всичко е слухове и втора ръка информация.“

## Последствия
През 1880 година Мейбридж за първи път прожектира движещи се изображения на екран по време на презентация в Калифорнийското училище за изящни изкуства. Това е първата известна прожекция на филм в историята. По-късно той се среща с Томас Едисън, който е изобретил фонографа. Едисън се заема със задачата да създаде кинетоскопа, предшественик на съвремените филмови камери.
Отношенията на Мейбридж със Станфорд се обтягат, когато през 1882 година последният издава книга с илюстрации, базирани на фотографиите на Сали Гарднър, заснети от Мейбридж. Той е недоволен от факта, че в книгата си Станфорд го определя като обикновен сътрудник и приписва фотографиите на свое име. Оттогава насетне проектите на Мейбридж са финансирани от Кралското британско общество на изкуствата.